# Manöverpatronengerät

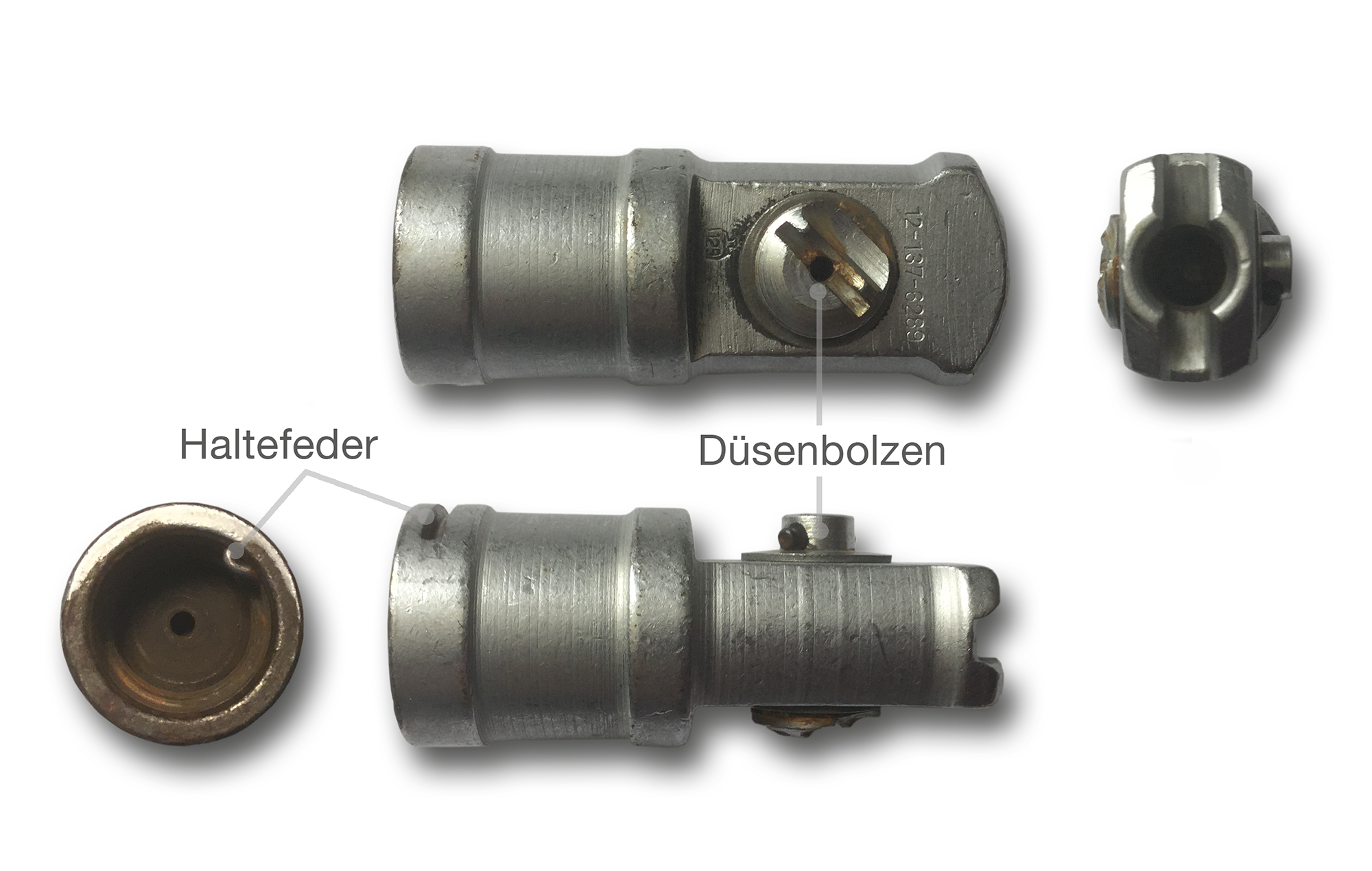
MPG für G3 und G36 (aufschraubbar)

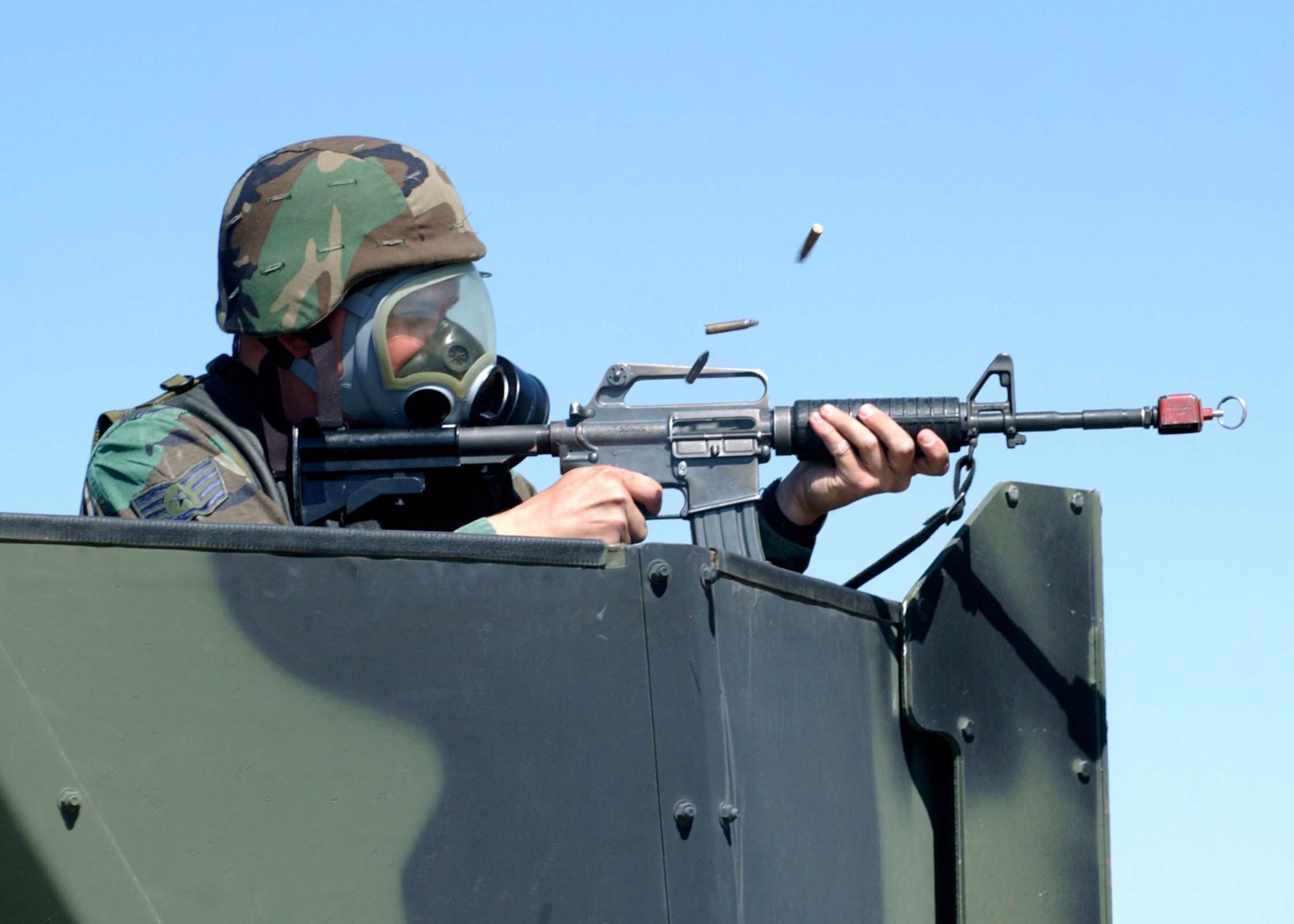
MPG auf einer GUU-5/P, ein CAR-15-Derivat der US Air Force im Einsatz

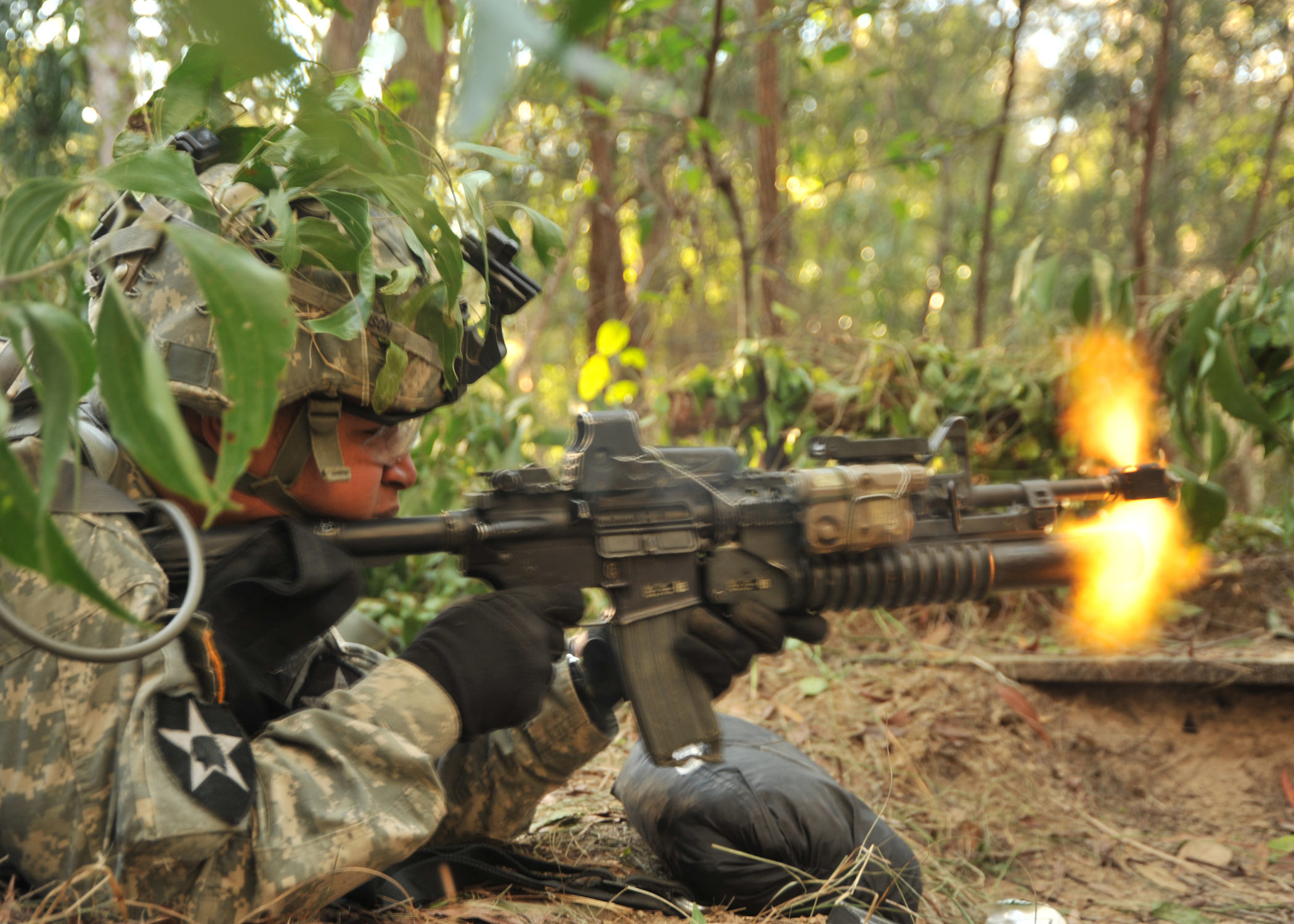
M4 mit MPG beim Feuern

Das Manöverpatronengerät (in der BRD kurz offiziell ManPatrGer, im Soldatenjargon auch einfach MPG oder ManPat), in Österreich Knallpatronengerät (kurz K-Gerät), ist ein Gewehrmündungsaufsatz für Übungseinsätze, der vor allem im militärischen Bereich bei der Verwendung von Platzpatronen benutzt wird. Je nach Waffe wird entweder der Rückstoßverstärker (z. B. beim Maschinengewehr MG3) oder der Mündungsfeuerdämpfer durch das Manöverpatronengerät ersetzt (z. B. bei den Sturmgewehren G3 und G36) oder in den Mündungsfeuerdämpfer eingeschraubt (z. B. bei den Gewehren Steyr AUG und M16).

## Grundlagen
Bei Manövern ist für Übungen von Gefechtssituationen die Verwendung scharfer Munition ausgeschlossen. Aus diesem Grund werden Platzpatronen mit Treibladung, aber ohne Projektil verwendet. Diese Platzpatronen werden im militärischen Sprachgebrauch als „Manövermunition“ bezeichnet.

### Einsatz bei Gasdruckladern

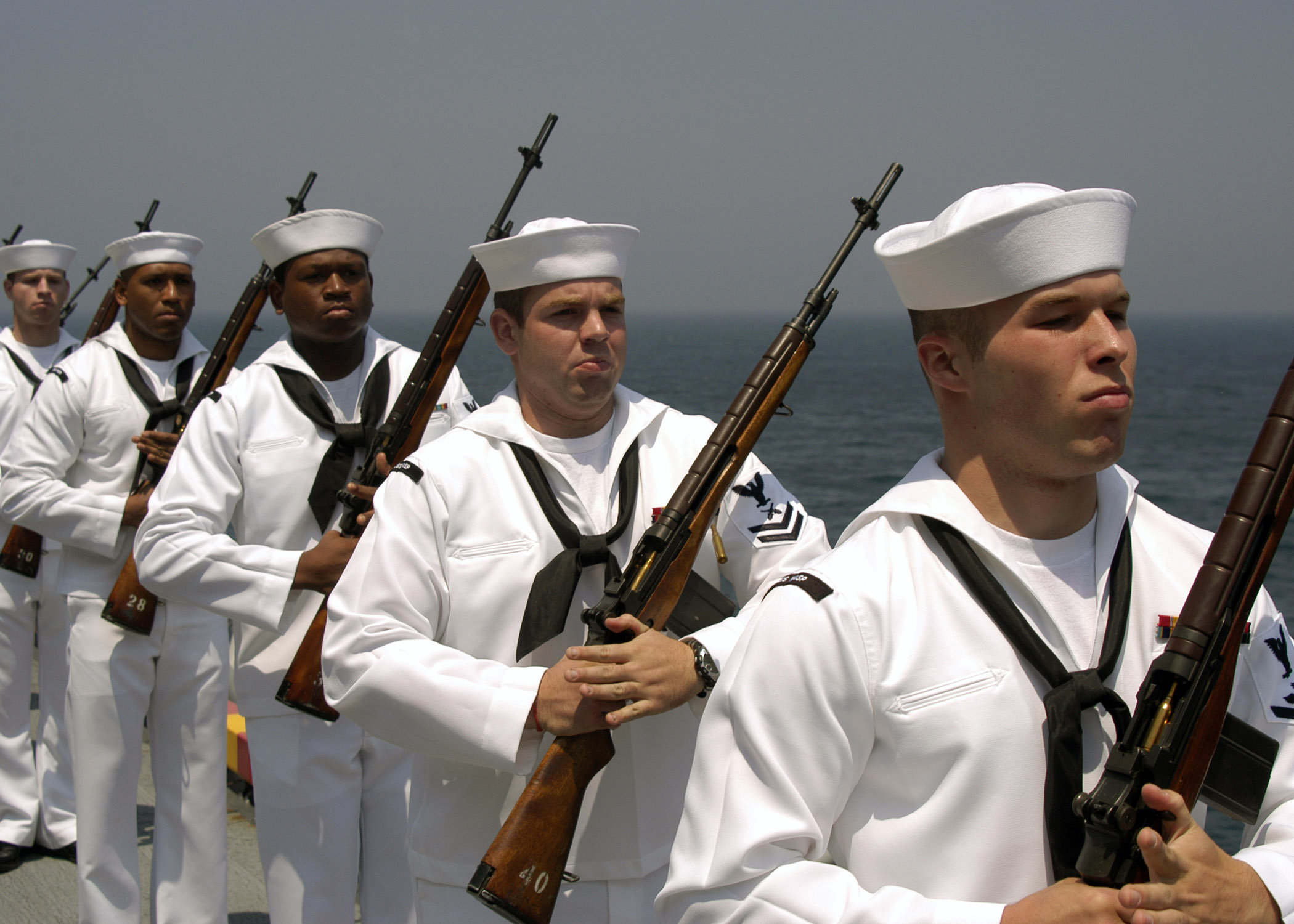
Ist am Selbstladegewehr M14 kein MPG montiert, muss es nach dem Abfeuern einer Platzpatrone manuell nachgeladen werden – wie hier bei Salutschüssen.

Bei Gasdruckladern verschließt das Geschoss einer regulären Patrone beim Schuss vorübergehend den Lauf nach vorne. So kann sich der Gasdruck aufbauen, der einerseits das Geschoss aus dem Lauf treibt und andererseits den Verschluss entriegelt, um das Nachladen einzuleiten. Da die Manövermunition kein Geschoss hat, wird der Lauf nicht verschlossen, und der für die ordnungsgemäße Funktion erforderliche Gasdruck kann sich nicht aufbauen. Die nötige Abdichtfunktion wird durch die im aufgeschraubten Manöverpatronengerät einstellbare Drosselung des Gasaustritts aus dem Lauf übernommen bzw. bei nicht regelbaren MPGs auch durch die Regelung am Gasdruckregler der Waffe.

### Einsatz bei Rückstoßladern
Bei reinen Rückstoßladern führen Platzpatronen zu Ladehemmungen, da für die Bewegung der Rohr-Verschlusskörpergruppe der Rückstoßimpuls des Geschosses fehlt. Durch das fehlende Geschoss ist keine „Gegenmasse“ für den Rückstoß vorhanden. Ein einfaches Manöverpatronengerät ist für Rückstoßlader mit Rückstoßverstärker verfügbar; da der Rückstoßverstärker auf Prinzip des Gasdruckladers arbeitet, reicht der Gasdruck der Treibladung aus, um die Ladefunktion zu betätigen. Bei Rückstoßladern, die von sich aus keinen Rückstoßverstärker haben, muss ein Manöverpatronengerät die Funktion eines Rückstoßverstärkers nachbilden, was zu einer komplexeren technischen Lösung führt.

## Drosselung des Gasdrucks
Die Drosselung des Gasausstoßes vieler Manöverpatronengeräte (z. B. für das G3 oder das G36) kann mit einem Werkzeug eingestellt werden. Im Manöver-Betrieb kann die korrekte Funktion nicht immer vorausgesetzt werden, da die notwendige Gasdruck-Justierung (abhängig auch vom Gewehr) häufig unterbleibt. Die Folge können Patronenklemmer beim Auswerfvorgang durch zu niedrigen Gasdruck im Lauf und somit Dauerfeuer-Versager bei der Schussabgabe sein.
Aus Sicherheitsgründen muss ein Manöverpatronengerät auch in der Lage sein, das Projektil einer eventuell irrtümlich unter die Manöverpatronen geratenen scharfen Patrone aufzufangen und zu verhindern, dass so unbeabsichtigt im Manöver ein scharfer Schuss abgegeben werden kann. Da die meisten modernen Ordonnanzwaffen vollautomatisch sind, muss ein Manöverpatronengerät sogar mehrere Projektile auffangen und zurückhalten können.